# Xabier Domínguez Pérez
Xabier Domínguez Pérez (Villar de Barrio, 28 de abril de 1984) es un escritor de literatura infantil y juvenil, editor y profesor de gallego.

## Trayectoria
Estudió primaria en su pueblo natal de Villar de Barrio, y cursó el bachillerato en el IES Lagoa de Antela de Ginzo de Limia, donde se interesó por la escritura, participando en varios certámenes de relato corto. En esta etapa de Educación Secundaria ganó el III certamen de relato corto Letras Galegas, organizado por el Ayuntamiento de Ginzo de Limia y quedó finalista en el concurso de relato corto Entre nós, en gallego, en la fase provincial de Orense, organizado por la Consejería de Educación de la Junta de Galicia
Estudió magisterio en Música en la Universidad de Santiago de Compostela entre 2004 y 2007. Se dedicó al mundo de la educación desde el final de su carrera, pasando por diferentes colegios de la geografía gallega.
Fruto de su profesión, su inquietud por la escritura y su empeño por aportar su granito de arena a la educación de los más jóvenes, nació la atracción por escribir literatura infantil y juvenil. Debuta en el mundo del cuento infantil ilustrado con los cuentos A Superavoa de Antón (2017) y La Superabuela de Antón (2017), libros publicados tanto en gallego como en español (Ed. Meu Rei ) de los que es coautor con Alba de Evan Freijedo.
Criado a la sombra de la Sierra de San Mamede, crea junto a su pareja Alba De Evan la serie de cuentos de temática medioambiental Naturizo (Ed. Linteo) que transcurre en la misma Sierra. Desde 2017, año de su publicación, se han editado ocho títulos diferentes dentro de la colección: Unha casa para o inverno, Un agasallo para Naturizo, Un perigo inesperado, Un cheiro picante, O retorno das flores, Un fogar para Marmelo, Onde está Lusco? y Lazos de amizade.
En 2020, continuando en el campo del público infantil, publica Fronteiras de papel (Editorial Antela), que trata sobre los problemas que enfrentan los migrantes en su búsqueda de un futuro mejor.
También en 2020, fue uno de los miembros fundadores de Antela Editorial, dedicada a la literatura infantil y juvenil, donde también ejerce el rol de editor. Antela Editorial ha publicado varios títulos: Fronteiras de papel (2020), Soños de Cajamarca, Sueños de Cajamarca, Xa non son malo e O gigante de Allariz (2021), Elvira (2021), O país da choiva (2021).
En el mes de mayo del año 2021 se publica en Editorial Xerais su primera novela juvenil, Maxia de Pedra, escrita junto a Alba De Evan, un relato en el que mezcla la actualidad y la fantasía, con elementos históricos de la historia antigua de Galicia como la cultura castreña. En octubre del mismo año se publicó la segunda novela juvenil, A bruxa Selana con Cumio Edicións, escrita junto a Alba De Evan y traducida al español. Una historia de brujas, niños, enredos y fantasía, en la que la protagonista Selana, junto con la ayuda de la Santa Campaña, deberá resolver un misterio.

## Obra en gallego

### Literatura infantil y juvenil

#### ConAlba De Evan Freijedo
- A Superavoa de Antón (2017). Meu rei. Foi traducida ao castelán. ISBN 978-84-617-9456-0
- Naturizo. Unha casa para o inverno (2017). Ediciones Linteo. 36 páxs. ISBN 978-84-945800-2-4.
- Naturizo. Un agasallo para Naturizo (2017). Ediciones Linteo. 36 páxs. ISBN  978-84-945800-3-1.
- Naturizo. Un perigo inesperado (2017). Ediciones Linteo. 40 páxs. ISBN 978-84-945800-4-8.
- Naturizo. Un cheiro picante (2017) Ediciones Linteo. 36 páxs. ISBN 978-84-945800-5-5.
- Naturizo. O retorno das flores (2017). Ediciones Linteo. 40 páxs. ISBN 978-84-945800-6-2.
- Naturizo. Un fogar para Marmelo (2018). Ediciones Linteo. 40 páxs. ISBN 978-84-947728-6-3.
- Narutizo. Onde está Lusco? (2019). Ediciones Linteo. 36 páxs. ISBN  978-84-120058-2-0.
- Naturizo. Lazos de amizade con peluche de Amelia (2020). Ediciones Linteo. 36 páxs. ISBN 978-84-120058-8-2.
- Fronteiras de Papel (2020). Antela Editorial. Ilustracións de David Lorenzo. ISBN 978-84-09-22034-2.
- Naturizo. O Camiño das estrelas (2021). Ediciones Linteo. ISBN 978-84-123801-2-5.
- A bruxa Selana (2021). Edicións do Cumio. Con Laura Cortés. 84 páxs. ISBN 9788482895475. Foi traducida ao castelán.
- Maxia de Pedra (2021). Xerais. Ilustracións de Eli García. 136 páxs. ISBN 978-84-9121-885-2. ePub: ISBN 978-84-9121-900-2.
- Miquits (2022). Antela Editorial. Ilustracións de Paula Cheshire. 56 páxs. ISBN 978-84-125452-0-3.
- A pulga espacial (2023). Edicións do Cumio. 84 páxs. ISBN 9788482896205
- Rosalía. Unha vida feita poema. (2023). Edicións do Cumio. 40 páxinas. ISBN 978-84-8289-625.
- Luis Seoane. Unha vida feita poema. (2023). Edicións do Cumio. 40 páxinas. ISBN 978-84-8289-627-4.
- Naturizo. Unhas pegadas misteriosas (2023). Ed. Linteo. ISBN 978-84-123801-7-0
- Segredos soterrados (2023). Vigo: Xerais. Ilustracións de Eli García. 120 páxs. ISBN 978-84-1110-334-3. ePub: ISBN 978-84-1110-352-7.

#### ConMiguel Ángel Alonso Diz
- O xigante de Allariz. Monchiño de Magarelos (2021). Antela Editorial. 26 páxs. ISBN 978-84-09-32428-6. Ilustracións de Tania Martíns. En verso.[5]

### Traduciones
- La Superabuela de Antón (2017). Meu rei. ISBN 978-84-617-9446-1
- La bruja Selana (2021). Edicións do Cumio. Con Laura Cortés. 84 páxs. ISBN 978-84-828-9546-8
- Miquits (2022). Antela Editorial. Ilustracións de Paula Cheshire. 56 páxs. ISBN 978-84-125452-1-0
- La pulga espacial (2023), Edicións do Cumio, 84 páxs. ISBN 9788482896199
- Rosalía. Una vida hecha poema. (2023). Edicións do Cumio. 40 páxinas. ISBN 978-84-8289-624-3
- Luis Seoane. Una vida hecha poema. (2023). Edicións do Cumio. 40 páxinas. ISBN 978-84-8289-626-7

### Obras colectivas
- Creadores na reserva (2022). Gálix.

### Como editor
- Fronteiras de papel, 2020, Antela Editorial.
- Soños de Cajamarca, Vol.1, 2021, Antela Editorial.
- Sueños de Cajamarca, Vol.2, 2021, Antela Editorial.
- Xa non son Malo, 2021, Antela Editorial.
- O xigante de Allariz, 2021, Antela Editorial.
- O país da choiva, 2021, Antela Editorial.
- Elvira, 2021, Antela Editorial.
- Luuume!, 2022, Antela Editorial.
- Miquits!, 2022, Antela Editorial.
- Sálice e Sándala, 2023. Antela Editorial.
- O grande aviario, 2023. Antela Editorial.
- Ula e Vinca, 2023. Antela Editorial.